# Thierry Courvoisier
Thierry J.-L. Courvoisier, né le 23 mars 1953 à Genève, est un astrophysicien suisse, professeur honoraire au département d'astronomie de l'Université de Genève et ancien directeur de l'ISDC.

## Publications
- Cérès en Atlantique, récit et réflexions d'un Suisse en mer, éditions Slatkine, 2012.
- Des étoiles aux Etats: manifeste pour une gouvernance à l’écoute de la science, Editions Georg, (2017?)